# Génelard
Génelard és un municipi francès, situat al departament de Saona i Loira i a la regió de Borgonya - Franc Comtat. L'any 2007 tenia 1.452 habitants.

## Demografia

### Població
El 2007 la població de fet de Génelard era de 1.452 persones. Hi havia 682 famílies, de les quals 227 eren unipersonals (85 homes vivint sols i 142 dones vivint soles), 264 parelles sense fills, 163 parelles amb fills i 28 famílies monoparentals amb fills.
La població ha evolucionat segons el següent gràfic:
Habitants censats

### Habitatges
El 2007 hi havia 798 habitatges, 689 eren l'habitatge principal de la família, 25 eren segones residències i 83 estaven desocupats. 532 eren cases i 262 eren apartaments. Dels 689 habitatges principals, 445 estaven ocupats pels seus propietaris, 230 estaven llogats i ocupats pels llogaters i 14 estaven cedits a títol gratuït; 5 tenien una cambra, 41 en tenien dues, 179 en tenien tres, 229 en tenien quatre i 236 en tenien cinc o més. 360 habitatges disposaven pel capbaix d'una plaça de pàrquing. A 329 habitatges hi havia un automòbil i a 254 n'hi havia dos o més.

### Piràmide de població
La piràmide de població per edats i sexe el 2009 era:
| Homes | Edats   | Dones |
| ----- | ------- | ----- |
| 0     | 95 o +  | 0     |
| 4     | 90 a 94 | 20    |
| 8     | 85 a 89 | 24    |
| 4     | 80 a 84 | 24    |
| 32    | 75 a 79 | 40    |
| 52    | 70 a 74 | 72    |
| 36    | 65 a 69 | 48    |
| 60    | 60 a 64 | 52    |
| 40    | 55 a 59 | 40    |
| 60    | 50 a 54 | 52    |
| 72    | 45 a 49 | 60    |
| 52    | 40 a 44 | 64    |
| 40    | 35 a 39 | 64    |
| 40    | 30 a 34 | 36    |
| 56    | 25 a 29 | 48    |
| 24    | 20 a 24 | 32    |
| 44    | 15 a 19 | 44    |
| 60    | 10 a 14 | 48    |
| 32    | 5 a 9   | 40    |
| 20    | 0 a 4   | 28    |

## Economia
El 2007 la població en edat de treballar era de 888 persones, 638 eren actives i 250 eren inactives. De les 638 persones actives 563 estaven ocupades (300 homes i 263 dones) i 76 estaven aturades (31 homes i 45 dones). De les 250 persones inactives 107 estaven jubilades, 61 estaven estudiant i 82 estaven classificades com a «altres inactius».

### Ingressos
El 2009 a Génelard hi havia 686 unitats fiscals que integraven 1.498 persones, la mediana anual d'ingressos fiscals per persona era de 16.551,5 €.

### Activitats econòmiques
Dels 76 establiments que hi havia el 2007, 1 era d'una empresa extractiva, 4 d'empreses alimentàries, 1 d'una empresa de fabricació de material elèctric, 6 d'empreses de fabricació d'altres productes industrials, 9 d'empreses de construcció, 20 d'empreses de comerç i reparació d'automòbils, 3 d'empreses de transport, 6 d'empreses d'hostatgeria i restauració, 1 d'una empresa d'informació i comunicació, 5 d'empreses financeres, 1 d'una empresa immobiliària, 6 d'empreses de serveis, 6 d'entitats de l'administració pública i 7 d'empreses classificades com a «altres activitats de serveis».
Dels 25 establiments de servei als particulars que hi havia el 2009, 1 era una oficina de correu, 4 oficines bancàries, 1 taller de reparació d'automòbils i de material agrícola, 1 taller d'inspecció tècnica de vehicles, 1 autoescola, 2 paletes, 2 fusteries, 2 lampisteries, 2 electricistes, 4 perruqueries, 1 veterinari i 4 restaurants.
Dels 8 establiments comercials que hi havia el 2009, 1 era un hipermercat, 1 una botiga de més de 120 m², 3 fleques, 1 una botiga d'electrodomèstics, 1 una botiga de material de revestiment de parets i terra i 1 una joieria.
L'any 2000 a Génelard hi havia 24 explotacions agrícoles que ocupaven un total de 1.455 hectàrees.

## Equipaments sanitaris i escolars
L'únic equipament sanitari que hi havia el 2009 era una farmàcia.
El 2009 hi havia 1 escola maternal i 1 escola elemental. Génelard disposava d'un col·legi d'educació secundària amb 236 alumnes.

## Poblacions més properes
El següent diagrama mostra les poblacions més properes.